# 하늘을 나는 텐트
《하늘을 나는 텐트》는 2012년 5월 5일부터 2012년 8월 14일까지만 종영되는 KBS 키즈 어린이 프로그램이다.

## 방송 목록

### 시즌1
| 회차 | 부제                          | 본 방송일       |
| 1화  | 나의 텐트이야기               | 2012년 5월 5일  |
| 2화  | 정글에서 진짜 악어떼를 만나다 | 2012년 5월 5일  |
| 3화  | 고흐의 별밤에서 노닐다        | 2012년 5월 14일 |
| 4화  | 음악의 향기                   | 2012년 5월 15일 |
| 5화  | 무술의 고수                   | 2012년 6월 4일  |
| 6화  | 피터팬 후크 선장을 만나다!    | 2012년 6월 5일  |
| 7화  | 램프의 요정                   | 2012년 6월 11일 |
| 8화  | 최고의 도깨비가 될꺼야!       | 2012년 6월 12일 |
| 9화  | 나는 타잔이다                 | 2012년 6월 18일 |
| 10화 | 공주님의 옷장                 | 2012년 6월 19일 |
| 11화 | 마녀학교에 간 하람이          | 2012년 6월 25일 |
| 12화 | 산타를 구하라!                | 2012년 6월 26일 |
| 13화 | 영웅! 원더키드                | 2012년 7월 3일  |
| 14화 | 인어공주가 된 하람이 1        | 2012년 7월 4일  |
| 15화 | 인어공주가 된 하람이 2        | 2012년 7월 9일  |
| 16화 | 유령의 성                     | 2012년 7월 10일 |
| 17화 | 우리는 하나, 삼총사!          | 2012년 7월 16일 |
| 18화 | 음악이 우리를 위로하네! 1     | 2012년 7월 17일 |
| 19화 | 음악이 우리를 위로하네!       | 2012년 7월 23일 |
| 20화 | 홍길치전 1                    | 2012년 7월 24일 |
| 21화 | 홍길치전 2                    | 2012년 7월 30일 |
| 22화 | 내가 최고 요리사              | 2012년 7월 31일 |
| 23화 | 고인돌 가족                   | 2012년 8월 6일  |
| 24화 | 우리들의 아름다운 정원!       | 2012년 8월 7일  |
| 25화 | 피노키오를 따라가라!          | 2012년 8월 13일 |
| 26화 | 왕의 귀환                     | 2012년 8월 14일 |

## 등장인물
- 하람(hope marie segoine 분) : 꿈이 많고 상상력이 풍부하고 용감한 꼬마숙녀

자신만의 텐트에 늘 바쁜 아빠를 초대해 상상의 여행을 다닌다.
그 곳에서 하람이는 괴물을 물리치는 용사가 되기도 하고 아름다운 노래를 부르는 음악가가 되기도 하면서 멋지게 자라간다.
- 아빠(홍상진 분) : 옛날엔 꿈도 많고 용감했던 하람이의 아빠!

옛날엔 꿈도 많고 용감했던 하람이 아빠는 지금은 늘 바쁘게 회사와 집만 왔다갔다하며 고단하게 살고 있다. 그러나 하람이의 텐트에 초대를 받아 함께 상상여행을 다니며 다시 꿈을 찾고 열정을 가지며 용기를 품게 된다. 알고 보면 무술이면 무술, 음악이면 음악...못하는 게 없다. 왕년에 한 인기했을 듯하나 지금은 엄마에게 꽉 잡혀사는 애처가다.
- 레이디하하(김민정 분) : 에피소드별로 다양한 캐릭터를 소화
- 꿈의 요정 드림(윤성혜 분) : 아이들(하람)이 꿈을 가지고 자랄 수 있도록 돕는다. 매우 차분하고 이성적이며 긍정적이다.
- 용감의 요정 브레인(홍범기 분) : 아이들이 용감하게 자신의 꿈을 가지고 모험속에서 스스로를 지켜낼 수 있도록 돕는다. 덜렁대고 실수가 잦다.
- 상상의 요정 이마진(문남숙 분) : 엉뚱하고 수선스럽지만 사랑스럽다. 아이들이 마음껏 상상하고 모험을 즐길 수 있도록 돕는다.

## 줄거리
아이들에게는 아이들만의 비밀장소가 있어요.
그 곳은 책상 밑 일수도 있고 창고 구석이나 작은 텐트 안이 될 수도 있죠.
아이들은 그 곳에서 어른들은 상상할 수 없는 자신만의 세상을 만들어 갑니다.
상상과 꿈과 용기가 가득한 그 세상에서 아이들은 자라갑니다.
그 멋지고 아름다운 성장기를 함께 엿볼까요?

## 제작진
- 채널기획 : 김정환
- 프로듀서 : 윤영석
- 글/구성 : 박현향
- 연출 : 손희정, 하명오
- 조연출 : 문지숙, 오지희
- 성우 : 윤성혜, 홍범기, 문남숙
- 어린이출연 : 최근혁, 차인택
- 그래픽디자인 : 윤성욱
- 2D애니메이션 : momo
- 3D애니메이션 : OCOOCO STUDIO
- 작곡 : 이소영
- 오프닝 랩 작사/작곡 : 노승민, 최성환
- BGM : 명지은
- 안무 : 민경진
- 편집감독 : 하명오, 손정은
- 오디오 감독 : 조남운
- 기술스텝 : NKE MEDIA
- 손인형 디자인 : 정광렬, 윤성욱
- 인형제작 : 인형사랑
- 의상제작 : 채승희
- 의상코디 : 안수형, 최용경, 장유정
- 세트제작 : 아트캐리어